# Federația de Fotbal din Eswatini

Logo până în 2018

Federația de Fotbal din Eswatini (în engleză Eswatini Football Association; EFA), este forul ce guvernează fotbalul din Eswatini. A fost fondată în 1968 și este afiliată FIFA din 1978 și CAF din 1978. 